# Arthromelodes
Arthromelodes (лат.) — род жуков-ощупников (Pselaphinae) из семейства стафилиниды.

## Распространение
Встречаются в Юго-Восточной Азии (Вьетнам, Китай, Лаос, Мьянма) и в Японии. Половина видов обнаружены в Тибете (Китай).

## Описание
Мелкие коротконадкрылые жуки. Длина тела менее 5 мм (обычно около 3 мм). Основная окраска желтовато-коричневая или красновато-коричневая. Форма тела продолговатая. От близких родов отличается следующими признаками: скапус усика не имеет внутренней железистой структуры на апиколатеральном крае; дорсальная доля эдеагуса прямая; тергит 1 (IV) лишен внутренних краевых килей; эдеагус с крупной или расширенной базальной капсулой. Каждое надкрылье с двумя базальными ямками; переднеспинка с поперечной антебазальной бороздой, соединяющей латеральные антебазальные ямки.

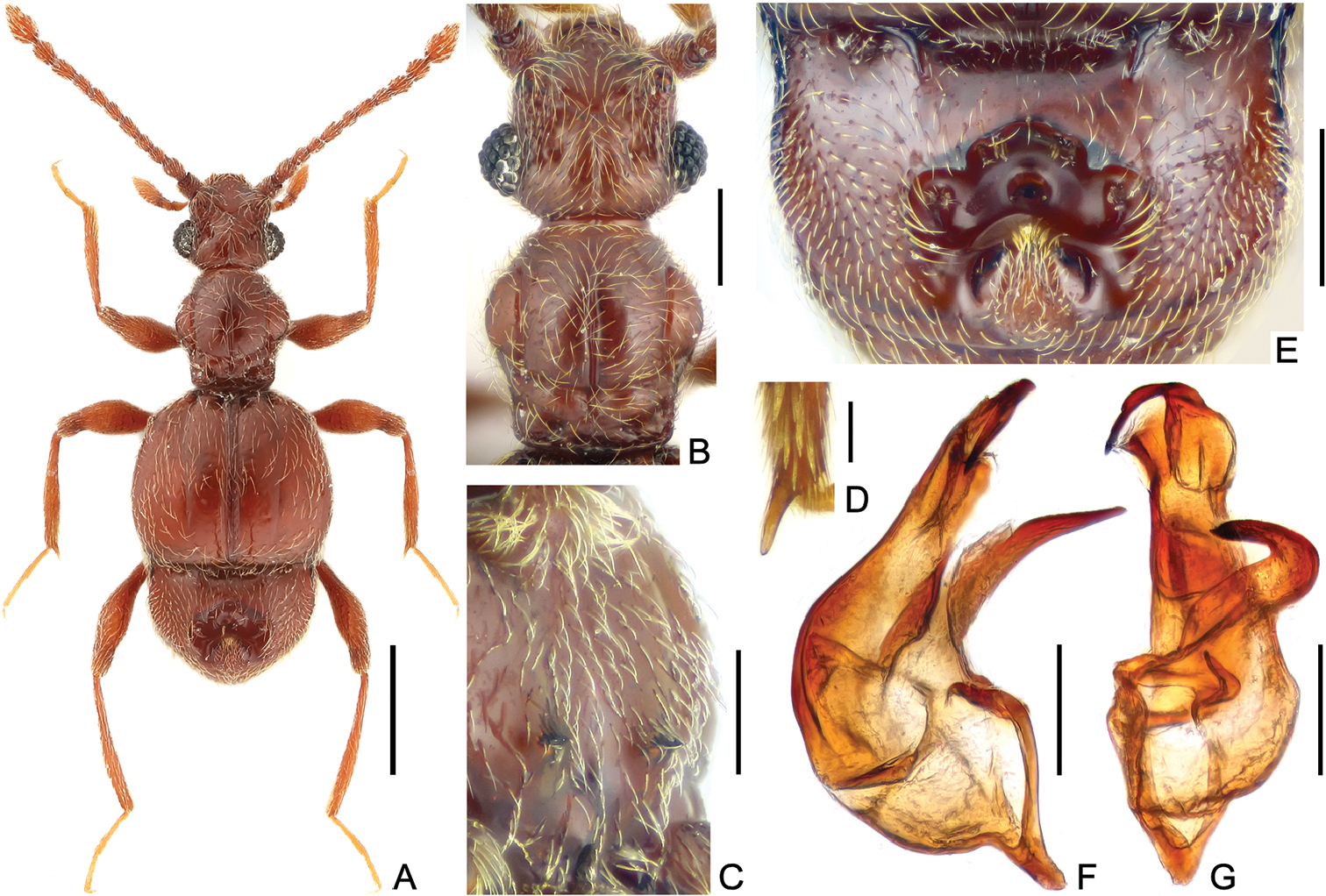

## Систематика
Около 50 видов, половина обнаружены в Тибете (Китай). Современная классификация с 1995 года рассматривает род Arthromelodes в составе трибы Batrisini из надтрибы Batrisitae (ранее подсемейства в составе Pselaphidae, ныне Pselaphinae, Staphylinidae). Arthromelodes по большинству внешних признаков похож на Batrisocenus (также Physomerinus и Batriscenaulax) и Batrisceniola (вероятно, из-за обширной гомоплазии признаков), и по современным определениям может быть отделен от первого только эдеагусом с умеренно развитой базальной капсулой (у Batrisocenus капсула сильно редуцирована), а от второго — отсутствием срединного пучка прямостоячих волосков на тергите 4(VII) (пучковые волоски присутствуют на тергите 4 у обоих полов Batrisceniola). Внутри Arthromelodes виды обычно легко определяются благодаря отчетливым половым изменениям метатибиев самцов (обычно присутствуют), а также тергитов 1(IV) и 4(VII) брюшка.
- Arthromelodes aizuanus Nomura, 1991[4]
- Arthromelodes alpitorus Yin, Zi-Wei, 2022[1]
- Arthromelodes angulatus Yin, Zi-Wei, 2022
- Arthromelodes aniqiao Yin, Zi-Wei, 2022
- Arthromelodes bicolor Yin, Zi-Wei, 2022[1]
- Arthromelodes cameroni  (Jeannel, 1960)
- Arthromelodes cariei Jeannel, 1954
- Arthromelodes championi  (Jeannel, 1960)
- Arthromelodes choui Nomura, 1991[4]
- Arthromelodes complexus Yin, Zi-Wei, 2022
- Arthromelodes cona Yin, Zi-Wei, 2022
- Arthromelodes corniventris Nomura, 1991[4]
- Arthromelodes crassicornis Yin, Zi-Wei, 2022
- Arthromelodes criniger Yin, Zi-Wei, 2022
- Arthromelodes crucifer Nomura, 1991[4]
- Arthromelodes cylindricus Yin, Zi-Wei, 2022
- Arthromelodes daibosatsuanus Nomura, 1991[4]
  - Arthromelodes daibosatsuanus daibosatsuanus
  - Arthromelodes daibosatsuanus fujimontanus
  - Arthromelodes daibosatsuanus shiranemontanus
- Arthromelodes dilatatus (Raffray, 1909)
- Arthromelodes flosculus Yin, Zi-Wei, 2022
- Arthromelodes giganteus Nomura, 1991[4]
- Arthromelodes gyamda Yin, Zi-Wei, 2022
- Arthromelodes gyoja Nomura, 1991
- Arthromelodes hikosanus Nomura, 1991
- Arthromelodes intricatus Yin, Zi-Wei, 2022
- Arthromelodes kiiensis Nomura, 1991
- Arthromelodes lage Yin, Zi-Wei, 2022
- Arthromelodes langjicuo Yin, Zi-Wei, 2022[1]
- Arthromelodes latithorax Yin, Zi-Wei, 2022
- Arthromelodes lebus Yin, Zi-Wei, 2022
- Arthromelodes loebli Nomura, 1991[4]
- Arthromelodes lotus Yin, Zi-Wei, 2022
- Arthromelodes markam Yin, Zi-Wei, 2022
- Arthromelodes mercurius Nomura, 1991
- Arthromelodes monba Yin, Zi-Wei, 2022
- Arthromelodes nepaeformis Yin, Zi-Wei, 2022[1]
- Arthromelodes nomurai Yin, Zi-Wei, 2022
- Arthromelodes optatus (Sharp, 1874)
- Arthromelodes pilicollis Nomura, 1991
- Arthromelodes planiceps (Jeannel, 1960)
- Arthromelodes punctifrons Nomura, 1991
- Arthromelodes reichenbachii (Motschulsky, 1851)
- Arthromelodes saikaiensis Nomura, 1991[4]
- Arthromelodes sinuatipes Nomura, 1991
- Arthromelodes songxiaobini Yin, Zi-Wei, 2022
- Arthromelodes speciosus Yin, Zi-Wei, 2022
- Arthromelodes thysanoventris Nomura, 1991[4]
- Arthromelodes torus Yin, Zi-Wei, 2022
- Arthromelodes watanabei S. Arai, 2002
- Arthromelodes zhangmu Yin, Zi-Wei, 2022
- Arthromelodes zhentangensis Yin, Zi-Wei, 2022[1]